# 5 min
5 min je bil brezplačen časopis, ki je izhajal v Latviji.